# 渡辺富美雄
渡辺 富美雄（わたなべ ふみお、1928年5月25日 - ）は、日本の日本語学者・国語教育学者。

## 略歴
山梨県富士吉田市生まれ。1956年東京都立大学大学院人文科学研究科国語学修士課程修了。新潟大学教育学部助教授、教授、1978年頃文部省初等中学教育局小学校教育課教科調査官および同教育局主任視学官を経て、1997年頃東京家政学院大学教授、同大学院研究科長。新潟県の方言研究を行った。

## 著書
- 『文字指導法』笠間書院 1971
- 『新潟県方言訪問記』野島出版 1979
- 『国語科学習指導の改善と課題』国土社 1988
- 『佐渡方言の研究』野島出版 1999
- 『教育対応力 心の教育実践』全教図 2011
- 『日本語話の思考力』全教図 2013

### 共編著
- 『新潟県方言辞典 上越編』編 野島出版 1973
- 『新潟県における鳥追い歌 その言語地理学』松沢秀介,原田滋共著 野島出版 1974
- 『新潟県方言辞典 佐渡編』編 野島出版 1974
- 『子守歌の基礎的研究』松沢秀介共編 明治書院 1979
- 『小学校国語科の内容と指導のポイント 新しい国語教育を進めるために』藤原宏共編 東洋館出版社 シリーズ・新しい学習内容と指導のポイント 1979
- 『わかりやすい国語の授業 小学校第1～6学年』藤原宏共編著 東洋館出版社 1981
- 『国語科学習状況の診断指導事例』小川末吉共編 明治図書出版 小学校観点別評価の生かし方 1982
- 『話に生かす日本の古典』加部佐助共編 ぎょうせい 1986
- 『初任者研修ハンドブック 魅力ある教師を目指して』加部佐助共編 ぎょうせい 1988
- 『日本語話題事典』村石昭三,加部佐助共編 ぎょうせい 1989
- 『日本語解釈活用事典』村石昭三,加部佐助共編著 ぎょうせい 1993
- 『日本人物話題事典』村石昭三,加部佐助共編著 ぎょうせい 1997
- 『新潟県方言辞典 下越編』編 野島出版 2001
- 『入門日本語文章力 しっかりした日本語をきちんと書く』編 かんき出版 2003
- 『新潟県方言辞典 中越編』編 野島出版 2004
- 『常用漢字読み書き辞典』氷田光風共編 学習研究社 2008